# Скерцо за Марула
„Скерцо за Марула” је југословенски ТВ филм из 1962. године. Режирао га је Звонимир Бајсић а сценарио је написао Крешо Новосел.

## Улоге
| Глумац           | Улога |
| ---------------- | ----- |
| Шпиро Губерина   |       |
| Перо Квргић      |       |
| Божидар Смиљанић |       |
| Дарко Смиљанић   |       |
| Иван Шубић       |       |
| Мирко Војковић   |       |
| Крешимир Зидарић |       |